# Otón I de Salm
Otón, conde de Salm (h. 1080 - 1150) fue un noble alemán. Era el conde que regía en Salm y, desde 1125 hasta 1137, cogobernando el Condado palatino del Rin con su hijastro Guillermo de Weimar-Orlamünde.

## Biografía
Sus padres fueron el antirrey alemán Germán de Salm y su esposa Sofía de Formbach. Alrededor del año 1115, se casó con Gertrudis de Northeim, la viuda del conde palatino Sigfrido del Rin y heredera del margrave Enrique de Frisia y Northeim y Gertrudis de Brunswick, quien era la hermana de Richenza de Northeim, la consorte del emperador Lotario III.
Construyó el castillo de Rheineck y desde alrededor del año 1124, se llamó a sí mismo Otón de Rheineck, por su castillo. Después de que su hijastro el conde palatino Guillermo de Weimar-Orlamünde del Rin muriera en 1140, reclamó el condado palatino del Rin. Sin embargo, el rey Conrado III de Alemania, que había sido elegido en 1138, decidió que el condado palatino fuera un feudo completo, y de ahí que regresara al rey, quien se lo dio a su cuñado y partidario devoto, Germán de Stahleck.
Otón consiguió mantener el castillo de Treis hasta 1148, y el de Rheineck hasta 1151. En 1148, estalló la guerra entre Otón y el emperador. El emperador tomó el castillo de Treis en 1148, y se lo dio al elector de Tréveris. En 1151, capturó y destruyó el castillo de Rheineck.

## Matrimonio y descendencia
Otón se casó con Gertrudis de Northeim, hija de Enrique, margrave de Frisia.  Tuvieron varios hijos, entre ellos:
- Otón II (h. 1115 - 1148/1149), luchó contra Germán de Stahleck para recuperar el condado palatino del Rin y fue tomado prisionero en 1148. Fue más tarde estrangulado en el castillo de Schönburg, cerca de Oberwesel en 1148 o 1149
- Sofía, casada con Teodorico VI de Holanda (n. 6 de febrero de 1157)
- Beatriz, casada con Wilbrando I, margrave de Frisia